# نيبتاسن
الملك نيبتاسن، هو ملك أمازيغي ماسيلي وأحد ملوك مملكة الماسيل "نوميديا الشرقية.